# Demarcação
Demarcação é um distrito do município brasileiro de Porto Velho, capital do estado de Rondônia. Segundo o censo demográfico de 2022, realizado pelo Instituto Brasileiro de Geografia e Estatística (IBGE), sua população era de 845 habitantes e havia 248 domicílios particulares permanentes ocupados. Foi criado pela lei municipal nº 1.299 de 26 de junho de 1997.
De acordo com o IBGE, em 2010 a população era de 548 habitantes e havia 176 domicílios particulares.